# Nyctocalos cuspidatum
Nyctocalos cuspidatum là một loài thực vật có hoa trong họ Chùm ớt. Loài này được (Blume) Miq. mô tả khoa học đầu tiên năm 1867.